# Secret Service (musikgrupp)
För andra betydelser, se Secret Service.
Secret Service är en svensk popgrupp, bildad 1979 med Ola Håkansson som sångare, Tim Norell och Ulf Wahlberg keyboards och sång, Tonny Lindberg gitarr, Leif Paulsén elbas och Leif Johansson trummor. Gruppen hade under tidigt 1980-tal internationella framgångar med låtar som "Oh, Susie", "Ten O'Clock Postman" och "Flash in the Night", särskilt i Västtyskland, Frankrike och Japan, men även i Sydamerika, samt i Sovjetunionen.

## Historia
Både Ola Håkansson och Leif Johansson var på 1960-talet medlemmar i popbandet Ola and the Janglers, där Håkansson var vokalist och Johansson trumslagare. En tidig förlaga av Secret Service var hobbydansbandet Ola, Frukt & Flingor, som gav ut fyra musikalbum mellan 1972 och 1976. Efter en tid utanför musiken, med bl.a. studier och andra jobb, tävlade medlemmarna i Melodifestivalen 1979 med Ulf Wahlbergs låt "Det känns som jag vandrar fram", nu som Ola+3. En av låtarna som Ola+3 gav ut på LP-skivan, hette "Oh Susie (Bara vi två vet)", skriven av Tim Norell och textförfattaren Björn Håkanson. Efter att två discjockeys på Café Opera (Christoph och Rikki) hört låten, gjordes den om med engelsk text och gavs ut under gruppnamnet Secret Service.   
Singeln "Oh, Susie" gavs ut i augusti 1979 och klättrade till plats ett i Sverige. När Radio Luxembourg började spela "Oh, Susie" spred den sig snart internationellt och singeln blev en hitsingel inte bara i Europa, utan även i Sydamerika. Den följande singeln, "Ten O'Clock Postman", blev fyra i Västtyskland och fyra i Japan.
Framgången fortsatte under 1980-talet, framför allt med singeln "Flash in the Night" som blev etta på topplistan i både Frankrike och Portugal.   
I stort sett all musik skrevs av Tim Norell. Björn Håkanson skrev ofta texterna fram t.o.m. fjärde skivan Jupiter Sign 1984, då Ola Håkansson tog över som textförfattare, under pseudonymen Oson.
Albumet Aux Deux Magots som gavs ut i november 1987, kom att bli gruppens sista. På detta album var Tonny Lindberg, Leif Johansson och Leif Paulsén ersatta av keyboardisten och studioteknikern Anders Hansson och basisten Mats A. Lindberg. På denna skiva fanns även en förlängd version av "The Way You Are", en duett med Agnetha Fältskog.   
Håkansson hade tröttnat på att vara frontfigur, och fortsatte istället som låtskrivare och producent till andra artister. Han blev tillsammans med Tim Norell och Alexander Bard teamet "Norell/Oson/Bard" som skrev framgångsrika låtar till bland andra Lili & Susie, Tommy Nilsson, Jerry Williams och Ankie Bagger.  

### Senare händelser

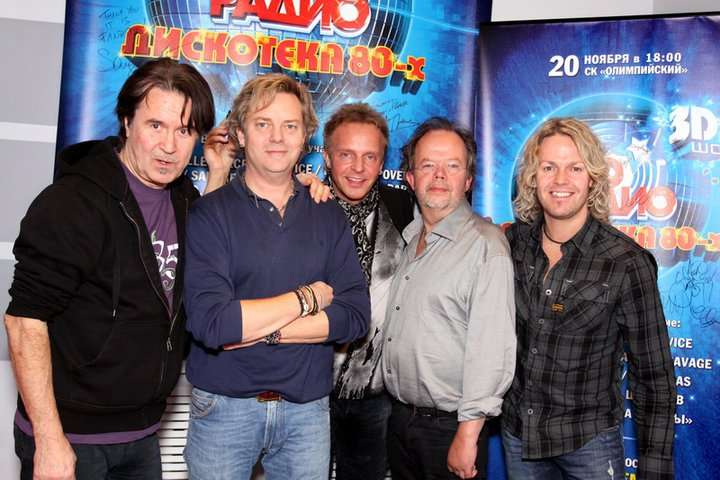
Secret Service med Mikael Erlandsson (mitten) som sångare.

1992 gavs låten "Bring Heaven Down" ut, som var med på soundtracket till Ulf Malmros film "Ha ett underbart liv".   
2000 kom samlingen Top Secret där två nyinspelade låtar, "Destiny of Love" och "The Sound of the Rain", samt nymixningar av äldre låtar ingick.   
Den 10 mars 2009 gavs singeln "Different" ut. Enligt gruppens officiella hemsida var detta en tidigare outgiven låt som publicerades med antydning om ytterligare utgivningar. I en artikel på Musikindustrin.se skrevs det om ett nytt album, The Lost Album, med tidigare outgivet material. Det dröjde till december 2010 innan "Different" följdes upp med nästa singel; "Satellites". Det tidigare utlovade albumet med outgivet material gavs ut den 12 juni 2012, nu med titeln The Lost Box.
Secret Service spelade inte live och genomförde bara utländska promotionturnéer samt tv-framträdanden under 1980-talet, men 2006 började Norell, Wahlberg, Hansson och Lindberg att göra konserter, framför allt med spelningar i Ryssland. Mikael Erlandsson sjöng istället för Håkansson, och 2018 blev Johan Becker sångare i bandet.

## Medlemmar

### Nuvarande medlemmar
- Ulf Wahlberg, Keyboards och körsång 1979 -
- Anders Hansson, Keyboards, Bas, 1986 -
- Fredrik Karnell, Bas 2023 -
- Jamie Borger, Trummor 2006 -
- Jan-Erik Perning, Trummor 2006 -
- Johan Becker, Sång och gitarr 2018-

### Tidigare medlemmar
- Tim Norell, Keyboards, låtskrivare och körsång 1979 - 2023 (död 16 december 2023)
- Ola Håkansson, Sång, låtskrivare  1979 - 1987
- Tonny Lindberg, Gitarr 1979 - 1986
- Leif Johansson, Trummor 1979 - 1986
- Leif Paulsén, Bas 1979 - 1986
- Mikael Erlandsson, Sång och gitarr 2006 - 2018
- Mats A Lindberg, Bas 1987 - 2023

## Diskografi

### Studioalbum
| År                                                                   | Titel                    | Högsta listposition | Högsta listposition | Högsta listposition |
| År                                                                   | Titel                    | FIN                 | TYS                 | SVE                 |
| -------------------------------------------------------------------- | ------------------------ | ------------------- | ------------------- | ------------------- |
| 1979                                                                 |                          |                     |                     |                     |
| Oh Susie                                                             | —                        | —                   | 7                   |                     |
| 1981                                                                 | Ye Si Ca                 | —                   | 56                  | 20                  |
| 1982                                                                 | Cutting Corners          | 12                  | —                   | 9                   |
| 1984                                                                 | Jupiter Sign             | —                   | —                   | 25                  |
| 1985                                                                 | When the Night Closes In | 24                  | —                   | 37                  |
| 1987                                                                 | Aux Deux Magots          | —                   | —                   | 46                  |
| 2012                                                                 | The Lost Box             | —                   | —                   | 60                  |
| 2022                                                                 | Secret Mission           | —                   | —                   | —                   |
| "—" visar att albumet antingen inte släpptes eller gick in på listan |                          |                     |                     |                     |

### Samlingsalbum
| År                                                                   | Titel                      | Högsta listposition |
| År                                                                   | Titel                      | SVE                 |
| -------------------------------------------------------------------- | -------------------------- | ------------------- |
| 1982                                                                 | Greatest Hits              | 14                  |
| 1984                                                                 | Sonets Guldskiveartister   | —                   |
| 1987                                                                 | Collection                 | —                   |
| 1988                                                                 | Spotlight                  | —                   |
| 1998                                                                 | The Very Best Of           | —                   |
| 2000                                                                 | Top Secret – Greatest Hits | 49                  |
| 2002                                                                 | En Popklassiker            | —                   |
| "—" visar att albumet antingen inte släpptes eller gick in på listan |                            |                     |

### Singlar
| År                                                                   | Singel                                               | Högsta listposition | Högsta listposition | Högsta listposition | Högsta listposition | Högsta listposition | Högsta listposition | Högsta listposition | Högsta listposition | Högsta listposition | Högsta listposition | Högsta listposition |
| År                                                                   | Singel                                               | AUS                 | ÖS                  | BE                  | DAN                 | FIN                 | FRA                 | TYS                 | NL                  | NOR                 | SVE                 | SCH                 |
| -------------------------------------------------------------------- | ---------------------------------------------------- | ------------------- | ------------------- | ------------------- | ------------------- | ------------------- | ------------------- | ------------------- | ------------------- | ------------------- | ------------------- | ------------------- |
| 1979                                                                 | "Oh, Susie"                                          | 49                  | —                   | —                   | 7                   | 27                  | 35                  | 9                   | —                   | 6                   | 1                   | —                   |
| 1979                                                                 | "Ten O'Clock Postman"                                | —                   | 8                   | —                   | —                   | 30                  | —                   | 4                   | —                   | —                   | 18                  | —                   |
| 1979                                                                 | "Darling, Your My Girl"                              | —                   | —                   | —                   | —                   | —                   | —                   | —                   | —                   | —                   | —                   | —                   |
| 1980                                                                 | "Ye Si Ca"                                           | —                   | 11                  | —                   | 9                   | —                   | —                   | 8                   | —                   | —                   | 18                  | 6                   |
| 1981                                                                 | "L.A. Goodbye"                                       | —                   | —                   | —                   | 11                  | —                   | —                   | 16                  | —                   | —                   | —                   | —                   |
| 1981                                                                 | "Flash in the Night"                                 | —                   | —                   | 17                  | 12                  | 8                   | 6                   | 23                  | 42                  | 6                   | 12                  | 9                   |
| 1982                                                                 | "Cry Softly (Time Is Mourning)"                      | —                   | —                   | —                   | —                   | 18                  | —                   | 27                  | —                   | 10                  | 12                  | 8                   |
| 1982                                                                 | "If I Try"                                           | —                   | —                   | —                   | —                   | —                   | —                   | —                   | —                   | —                   | —                   | —                   |
| 1982                                                                 | "Dancing in Madness"                                 | —                   | —                   | —                   | 10                  | —                   | —                   | —                   | —                   | —                   | 11                  | —                   |
| 1983                                                                 | "Do It"                                              | —                   | —                   | —                   | —                   | 18                  | —                   | —                   | —                   | —                   | —                   | —                   |
| 1983                                                                 | "Jo-Anne, Jo-Anne"                                   | —                   | —                   | —                   | —                   | —                   | —                   | —                   | —                   | —                   | —                   | —                   |
| 1984                                                                 | "How I Want You"                                     | —                   | —                   | —                   | —                   | —                   | —                   | —                   | —                   | —                   | —                   | —                   |
| 1985                                                                 | "Let Us Dance Just a Little Bit More"                | —                   | —                   | —                   | —                   | —                   | —                   | —                   | —                   | —                   | —                   | —                   |
| 1985                                                                 | When the Night Closes In"                            | —                   | —                   | —                   | —                   | —                   | —                   | 51                  | —                   | —                   | —                   | —                   |
| 1986                                                                 | "Night City"                                         | —                   | —                   | —                   | —                   | —                   | —                   | —                   | —                   | —                   | —                   | —                   |
| 1986                                                                 | "The Way You Are" (Ola Håkansson & Agnetha Fältskog) | —                   | —                   | —                   | —                   | —                   | —                   | —                   | —                   | —                   | 1                   | —                   |
| 1987                                                                 | "Say, Say"                                           | —                   | —                   | —                   | —                   | —                   | —                   | —                   | —                   | —                   | —                   | —                   |
| 1987                                                                 | "I'm So, I'm So, I'm So (I'm So in Love with You)"   | —                   | —                   | —                   | —                   | 17                  | —                   | —                   | —                   | —                   | —                   | —                   |
| 1988                                                                 | "Don't You Know, Don't You Know"                     | —                   | —                   | —                   | —                   | —                   | —                   | —                   | —                   | —                   | —                   | —                   |
| 1990                                                                 | "Megamix"                                            | —                   | —                   | —                   | —                   | 11                  | —                   | —                   | —                   | —                   | —                   | —                   |
| 1997                                                                 | "Flash in the Night" (The Antiloop Reconstruction)   | —                   | —                   | —                   | —                   | —                   | —                   | —                   | —                   | —                   | 35                  | —                   |
| 2000                                                                 | "The Dancer"                                         | —                   | —                   | —                   | —                   | —                   | —                   | —                   | —                   | —                   | —                   | —                   |
| 2009                                                                 | "Different"                                          | —                   | —                   | —                   | —                   | —                   | —                   | —                   | —                   | —                   | —                   | —                   |
| 2010                                                                 | "Satellites"                                         | —                   | —                   | —                   | —                   | —                   | —                   | —                   | —                   | —                   | —                   | —                   |
| 2019                                                                 | "Go On"                                              | —                   | —                   | —                   | —                   | —                   | —                   | —                   | —                   | —                   | —                   | —                   |
| 2020                                                                 | "Secret Mission"                                     | —                   | —                   | —                   | —                   | —                   | —                   | —                   | —                   | —                   | —                   | —                   |
| "—" visar att singeln antingen inte släpptes eller gick in på listan |                                                      |                     |                     |                     |                     |                     |                     |                     |                     |                     |                     |                     |